# Spokey
Spokey – polski producent i dystrybutor sprzętu sportowego.
Przedsiębiorstwo założono w 2004 roku w Krakowie, a w 2007 roku działalność została przeniesiona do Katowic. W 2016 roku został uruchomiony sklep on-line. Sprzęt sportowy marki Spokey dystrybuowany jest przez cztery kanały sprzedaży: e-commerce, sieć partnerów, sieci handlowe oraz sprzedaż na platformach aukcyjnych. W Polsce Spokey współpracuje z 11 sieciami handlowymi. Dystrybucja sprzętu obejmuje Polskę i Europę.

## Wyróżnienia
- 2008 rok – nagroda za najciekawsze stoisko w Międzynarodowych Targach Kieleckich,
- 2012 rok – złota statuetka Przedsiębiorstwo Fair Play,
- 2015 rok – debiut podczas prestiżowych targów ISPO Monachium[5],
- 2020 rok – zwycięstwo w plebiscycie INFLUENCER’S TOP 2020[6].